# Mitcham
Mitcham est un quartier de Londres situé dans le district de Merton.
Son parc principal, Mitcham Green, possède le terrain de cricket le plus vieux en Angleterre. Le cricket a été y joué depuis 1685.